# Good bye silence
『good bye silence』（グッバイ・サイレンス）は田村直美の19枚目のシングル。

## 作品概要
zetima（アップフロントワークス）に移籍後初のシングルである。
ytv制作・日本テレビ系「キスだけじゃイヤッ!」およびテレビ東京系「開運!なんでも鑑定団」エンディング・テーマ。上記2つの番組はいずれも島田紳助が司会を務める番組である。
カップリング曲は表題曲の別バージョンであり、アルバム「Treasure for each of us」に収録された。

## 収録曲
1. good bye silence
作詞：田村直美　作曲：田村直美・tatsuaki@moritoki.com　編曲：前嶋康明
2. good bye silence (venus ver.)
3. good bye silence (inst.)
4. good bye silence (venus ver.、inst.)

## 収録アルバム
- Treasure for each of us（#2のみ、2000年11月1日）